# Sikorsky H-19

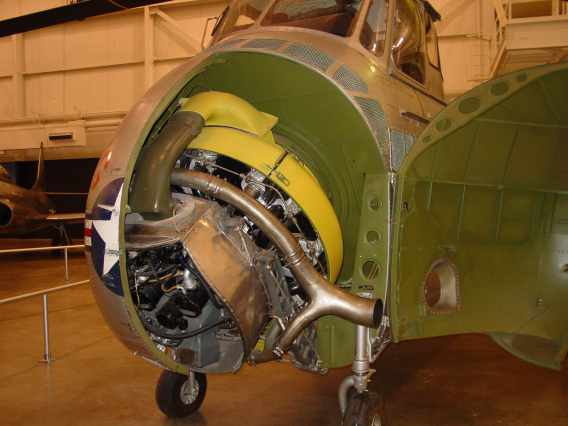
Particolare del motore Wright R-1300-3 di un H19 esposto al National Museum of the United States Air Force

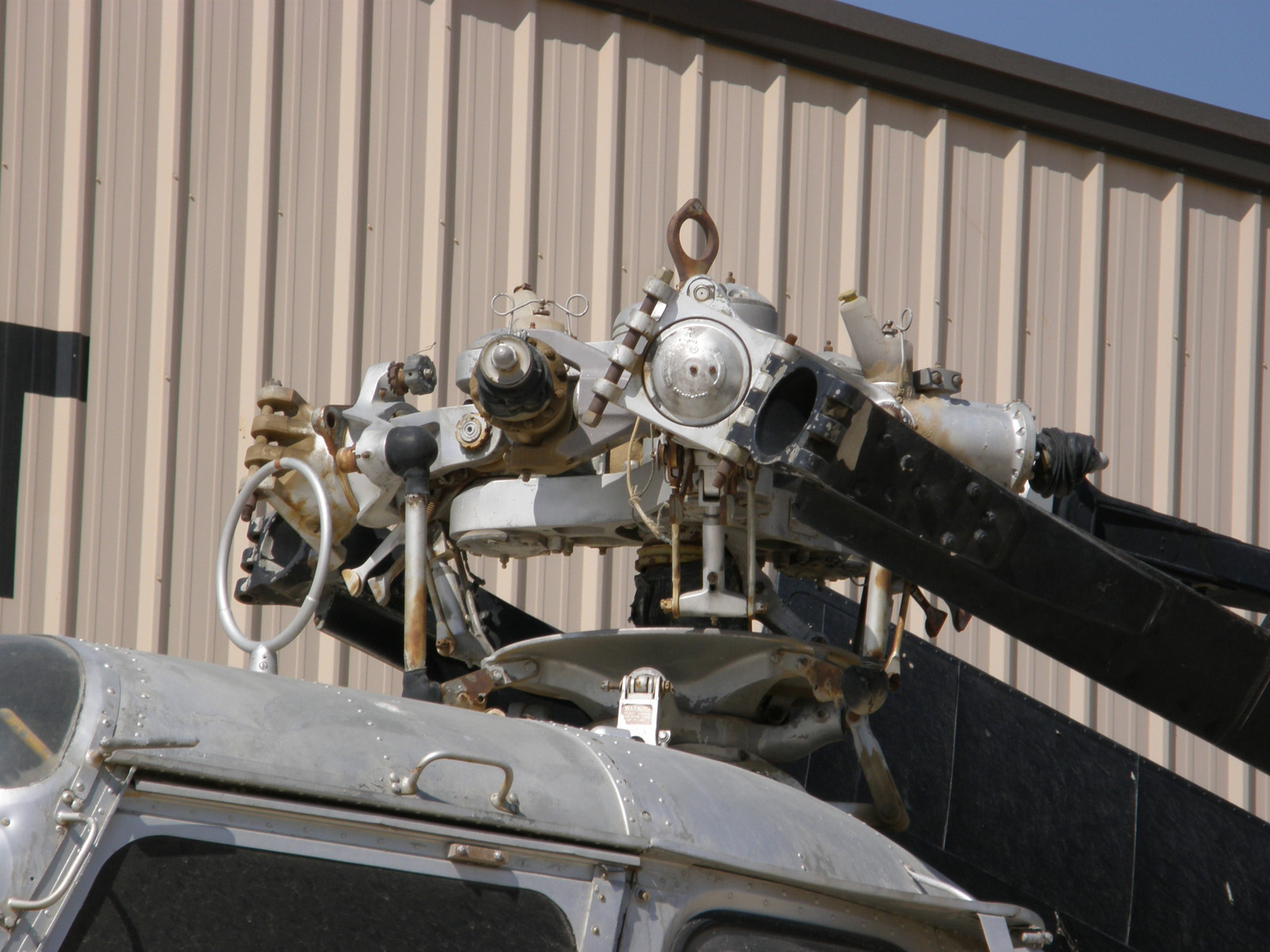
UH-19B: particolari del rotore resi visibili dalle pale ripiegate all'indietro

Il Sikorsky H-19 Chickasaw , sigla adottata nell'United States Army, era un elicottero multiruolo di classe media, versione militare del S-55, prodotto dall'azienda statunitense Sikorsky Aircraft Corporation negli anni cinquanta. Oltre che negli Stati Uniti venne prodotto su licenza dall'azienda britannica Westland Aircraft con il nome Westland Whirlwind.
Le altre denominazioni adottate erano HO4S per United States Navy ed United States Coast Guard ed HRS per l'U.S. Marine Corps.

## Storia

### Sviluppo
L'H-19 compì il primo volo il 10 novembre 1949 ed entrò in servizio nel 1950. Prodotti in quasi 1 300 esemplari destinati alle forze armate statunitensi, gli H-19 vennero inoltre realizzati in altri 547 esemplari prodotti su licenza all'estero, oltre che dalla Westland Aircraft, dalla francese SNCASE e dalla giapponese Mitsubishi (44 esemplari).
L'elicottero ebbe un buon successo commerciale anche nelle esportazioni andando ad equipaggiare le forze armate, tra le altre, di Cile, Danimarca, Grecia, Israele, Turchia e Sudafrica.

### Impiego operativo

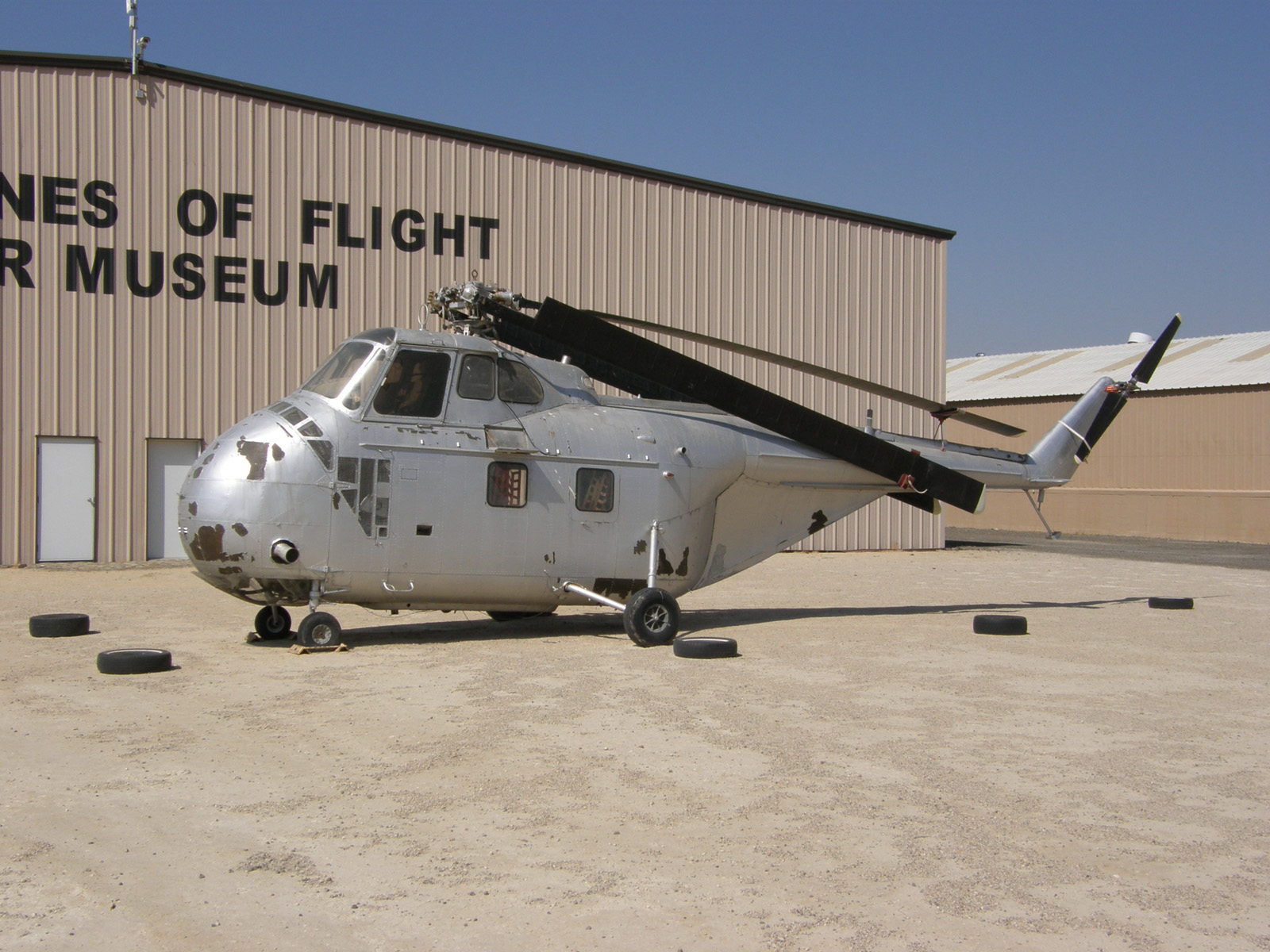
Un UH-19B esposto al Milestones of Flight Museum, Fox Field, Lancaster, California (USA). Questo elicottero operò con la T&G Aviation di Chandler (Arizona), sotto contratto con il servizio prevenzione antincendio dei USFS, i vigili del fuoco statunitensi. Nel 1989 fece parte di un programma di scambio dove velivoli ed elicotteri di importanza storica vennero scambiati con le eccedenze dei C-130 in forza all'USAF

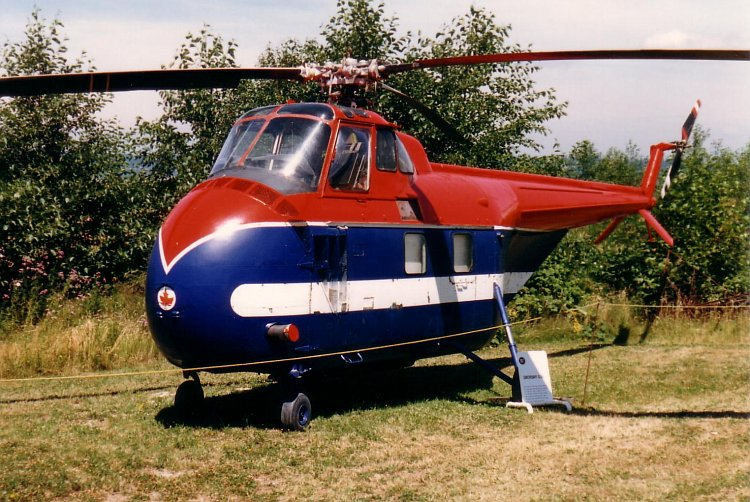
Sikorsky UH-19 esposto al Canadian Museum of Flight (1988), dipinto nei colori di quando era in servizio nella costruzione della Mid-Canada Line

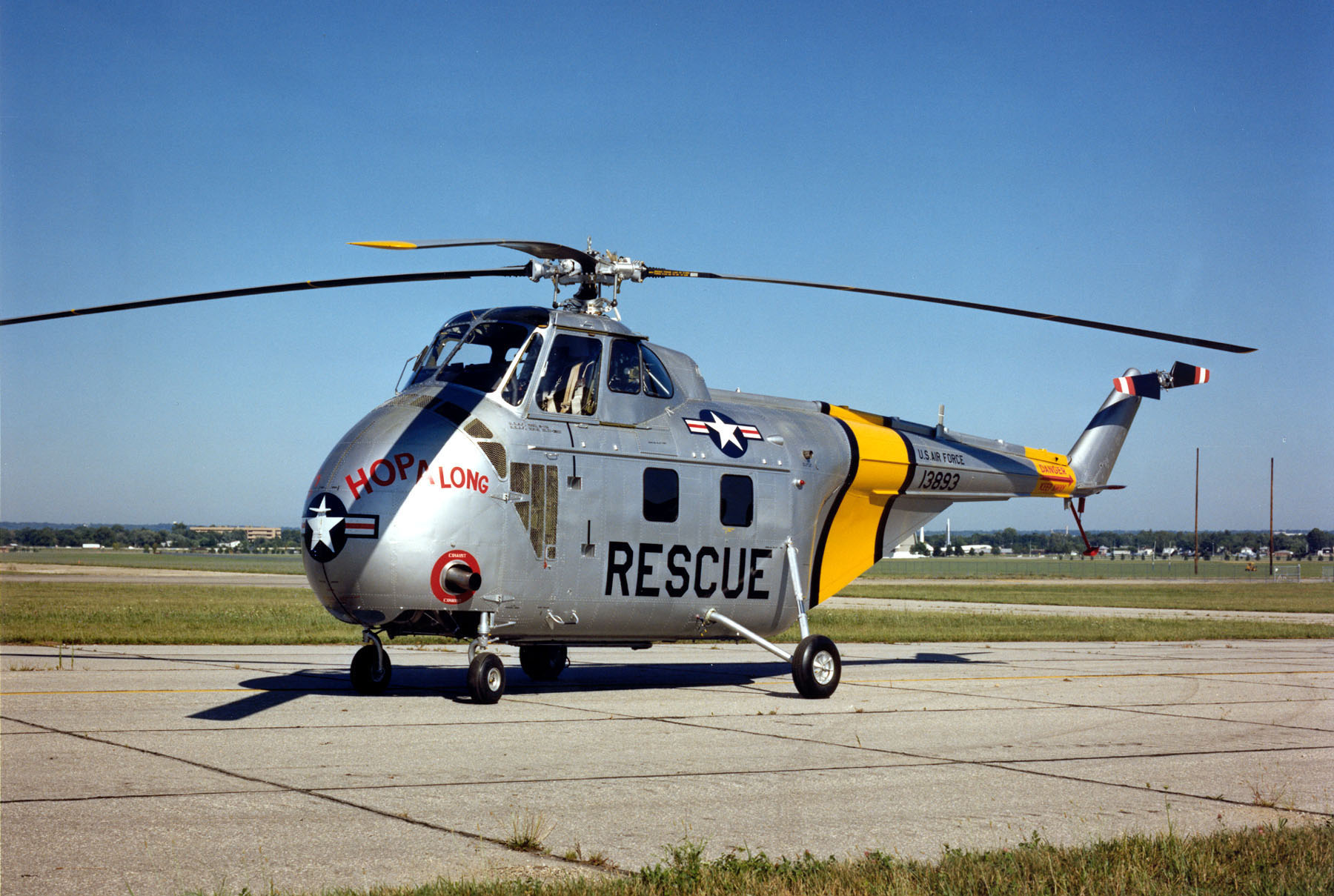
Un UH-19B esposto all'USAF Museum

Il primo utilizzo operativo dell'H-19 in un teatro bellico avvenne nel 1951 impiegato come elicottero da trasporto durante la guerra di Corea, inizialmente in una versione non armata. Testato dall'U.S. Army nei ruoli di elisoccorso, controllo tattico e trasporto merci di supporto alla prima linea, si rivelò superiore alle prestazioni del H-5 Dragonfly che era impiegato nel conflitto coreano fino a quel momento.
Nel 1956 la francese Armée de l'air sviluppò un H-19 Chickasaw dotandolo di armamento, sostituendolo in seguito con i più capaci Piasecki H-21 e Sikorsky H-34. L'H-19 venne dotato inizialmente di un cannone da 20 mm, 2 pod per razzi, più un cannone da 20 mm, due mitragliatrici da 12,7 mm ed una mitragliatrice leggera da 7,5 mm azionata dalla finestratura della cabina di pilotaggio. Durante i test che ne seguirono però si riscontrò che così equipaggiati risultavano sottopotenziati anche solo dotandoli di mitragliatrici leggere per autodifesa.
L'H-19 fece la sua comparsa anche durante le prime fasi della guerra del Vietnam venendo velocemente sostituito dal successivo suo sviluppo, l'H-34 Choctaw.
Alla fine della sua carriera operativa gli H-19 dismessi vennero acquistati dalla Orlando Helicopters che li riconvertì ad uso civile.

## Versioni
YH-19versione di preproduzione destinati alle valutazioni, prodotta in 5 esemplari
H-19Aversione USAF del YH-19 dotata di motore  Pratt & Whitney R-1340-57 da 600 hp, (472 kW), ridesignata UH-19A nel 1962, prodotta in 50 esemplari
SH-19AH-19A modificati per la ricognizione aerea e marittima, ridesignati HH-19A nel 1962
H-19BH-19A dotati del più potente motore R-1300-3 da 700 hp (522 kW), ridesignato UH-19B nel 1962, prodotto in 264 esemplari
SH-19BH-19B modificati per la ricognizione aerea e marittima, ridesignati HH-19B nel 1962
H-19Cversione US Army del H-19A, ridesignata UH-19C nel 1962, prodotta in 72 esemplari
H-19Dversione US Army del H-19B, ridesignata UH-19D nel 1962, prodotta in 301 esemplari
HO4S-1versione US Navy del H-19A, prodotta in 10 esemplari
H04S-2versione da ricognizione marittima destinata alla United States Coast Guard, rimasta allo stadio di progetto
H04S-3versioni US Navy & Canadian rimotorizzate Wright R-1300 da 700 hp, (522 kW) Wright, ridesignate UH-19F (versione statunitense) ed H04S-3 (versione canadese) nel 1962, prodotta in 79 esemplari
HO4S-3Gversione United States Coast Guard del HO4S-3, ridesignata HH-19G nel 1962, prodotta in 30 esemplari
HRS-1versione United States Marine Corps del HO4S, prodotta in 60 esemplari
HRS-2sviluppo del HRS-1, prodotto in 101 esemplari
HRS-3versione HRS-2 dotata di R-1300 da 700 hp, (522 kW), ridesignata CH-19E nel 1962, prodotta in 105 esemplari più conversioni dalla HRS-2.
HRS-4versione HRS-3 dotata di motore Wright R-1820 da 1 025 hp, (764 kW) rimasta allo stadio progettuale.
UH-19AH-19A ridesignazione del 1962
HH-19ASH-19A ridesignazione del 1962
UH-19BH-19B ridesignazione del 1962
HH-19BSH-19B ridesignazione del 1962
CH-19EHRS-3 ridesignazione del 1962
UH-19FHO4S-3 ridesignazione del 1962
HH-19GHO4S-3G ridesignazione del 1962
Whirlwind HAR21HRS-2 prodotti per la Royal Navy, 10 esemplari consegnati
Whirlwind HAS22H04S-3 prodotti per la Royal Navy, 15 esemplari consegnati
Le successive versioni del Whirlwind vennero prodotte dalla Westland Aircraft su licenza

## Utilizzatori
Argentina
- Armada de la República Argentina

12 H-19 consegnati.
- Fuerza Aérea Argentina

6 SH-19 ex USAF ricevuti nel 1962 ed in servizio fino al maggio del 1968.
 Austria
 Belgio
 Canada
 Cile
 Colombia
 Danimarca
 Rep. Dominicana
 Francia
 Germania Ovest
 Giappone
- Rikujō Jieitai

31 H-19C in servizio dal 1954 al 1976.
- Kaijō Ho'an-chō

4 H-19 in servizio dal 1953 al 1974.
 Grecia
 Guatemala
 Haiti
 Honduras
 India
 Israele
 Italia
 Kuwait
 Paesi Bassi
 Nicaragua
 Pakistan
 Filippine
 Portogallo
 Corea del Sud
 Spagna
 Taiwan
 Thailandia
 Regno Unito
 Stati Uniti
 Uruguay
 Venezuela

## Elicotteri comparabili
- Mil Mi-4